# El padre de la novia (película de 2022)
El padre de la novia (título original en inglés Father of the Bride) es una película de comedia romántica estadounidense de 2022 dirigida por Gaz Alazraki y escrita por Matt Lopez, basada en la novela de 1949 del mismo nombre de Edward Streeter. La película está protagonizada por Andy García, Gloria Estefan, Adria Arjona, Isabela Merced, Diego Boneta y Chloe Fineman. Es la tercera versión filmada de la historia, después de la película original de 1950 y la nueva versión de 1991. Producida por Plan B Entertainment, fue estrenada el 16 de junio de 2022 por Warner Bros. y HBO Max.

## Argumento
El matrimonio Herrera, conformado por el renombrado arquitecto Billy (Andy García) y su esposa Ingrid (Gloria Estefan) son una pareja cubanoestadounidense radicada en Miami con dos hijas: la recién graduada de la facultad de derecho Sofía (Adria Arjona), y la rebelde aspirante a diseñadora de moda Cora (Isabela Merced). Un día, mientras asisten a una clase de asesoramiento de parejas, Ingrid le dice a Billy que ya ha tenido suficiente de su actitud de adicto al trabajo y su terquedad y quiere el divorcio; su consejero les dice que se lo digan a sus hijas de inmediato. Ingrid quiere anunciarlo más tarde ese día después de que Sofía llega de visita, pero Sofía primero anuncia que está comprometida para casarse con el abogado Adán Castillo (Diego Boneta) y que quieren casarse en un mes. Billy e Ingrid acuerdan mantener su divorcio en secreto hasta después de la boda. Billy duda sobre las nupcias de Sofía y su deseo de mudarse a México con Adán para trabajar en una organización sin fines de lucro, en lugar de permanecer en los Estados Unidos. Los dos no están de acuerdo, ya que Billy quiere una gran boda cubana tradicional, mientras que Sofía y Adán quieren una ceremonia más pequeña. Mientras tanto, Sofía le pide a Cora que haga su vestido de novia y los vestidos de sus damas de honor, lo que disgusta a su excéntrica planificadora de bodas Natalie Vance (Chloe Fineman).
El rico padre de Adán, Hernán (Pedro Damián) y el resto de su familia llegan a Miami. Hernan y Billy discrepan aún más sobre el costo y la escala de la boda; Hernán ofende a Billy al ofrecer pagar lo que Billy no puede. Hernán organiza una lujosa fiesta de compromiso en su yate. Hernán también ha obtenido una lujosa mansión en una isla de Miami y se ofrece a celebrar la boda allí, lo que provoca una discusión a gritos entre él y Billy, quien admite su disgusto por Adán y los Castillo. Billy apacigua a Sofía con la prueba de su vestido y le confía el divorcio a Adán en la despedida de soltero de este último.
Una advertencia de tormenta amenaza la próxima ceremonia. Las familias proceden al ensayo de la boda, donde Cora escucha a Billy hablar sobre el divorcio con su primo Junior e inmediatamente le da la noticia al resto de los invitados. Sofía está disgustada porque sus padres y Adán se lo han estado ocultando, pero se reconcilia una vez más con su padre y acepta seguir adelante con la boda. Esa noche tormentosa, la familia Herrera pasa la noche junta.
Al día siguiente, el tiempo se aclara, pero en el proceso la tormenta derrumbó el único puente que conducía al lugar de la boda y destruyó gran parte del montaje. Los Herrera y los Castillo unen sus recursos para organizar la boda en el último minuto en la casa de los Herrera, con Natalie oficiando. Sofía y Adán se casan con la total aprobación de Billy, mientras que Billy e Ingrid reavivan su romance.

## Reparto
- Andy García como Billy Herrera.
- Gloria Estefan como Ingrid Herrera.
  - Emily Estefan como la joven Ingrid Herrera.[2]
- Adria Arjona como Sofía Herrera.
- Isabela Merced como Cora Herrera.
- Diego Boneta como Adán Castillo.
- Chloe Fineman como Natalie Vance.
- Casey Thomas Brown como Kyler.
- Pedro Damián como Hernán Castillo.
- Enrique Murciano como Junior.
- Macarena Achaga como Julieta Castillo.
- Ana Fabrega como Vanessa.
- Laura Harring como Marcela Castillo.
- Ruben Rabasa como Tío Walter.
- Marta Velasco como Caridad "Chi Chi" González.
- Sean Patrick Dawson como Junior Jr.
- Ho-Kwan Tse como Huan.
- Matt Walsh como Dr. Gary Saeger.

## Producción
En septiembre de 2020, se anunció que Warner Bros. Pictures estaba desarrollando una adaptación latina de El padre de la novia centrada en los cubanoestadounidenses con un guion escrito por Matt Lopez. En febrero de 2021, se anunció que Gaz Alazraki dirigiría la película. En marzo de 2021, se anunció que Andy García protagonizaría el personaje titular. En abril de 2021, Adria Arjona, Gloria Estefan, Isabela Merced fueron añadidas al elenco, y Diego Boneta, Enrique Murciano y Macarena Achaga se unieron a la película en mayo. En junio de 2021, Chloe Fineman y Ana Fabrega se unieron al elenco de la película, que ahora estaba siendo producida por Warner Bros. y distribuida por HBO Max.
La fotografía principal comenzó el 22 de junio de 2021, en Atlanta, Georgia.

## Lanzamiento
Fue lanzada el 16 de junio de 2022 en HBO Max.

## Recepción
En el sitio web del agregador de reseñas Rotten Tomatoes, el 81% de las reseñas de 32 críticos son positivas, con una calificación promedio de 6.4/10. El consenso del sitio web dice: «Este Padre de la novia está lejos de ser el primero en hacer un viaje hacia el altar, pero difiere inteligentemente de sus predecesores al tiempo que reafirma el encanto atemporal de la historia». Metacritic, que utiliza una media ponderada, asignó a la película una puntuación de 65 sobre 100, basada en 13 críticos, lo que indica «críticas generalmente favorables».